# ماسایا جیتوزونو
ماسایا جیتوزونو (انگلیسی: Masaya Jitozono؛ زادهٔ ۶ سپتامبر ۱۹۸۹) بازیکن فوتبال اهل ژاپن است.